# NGC 6070
NGC 6070 (również PGC 57345 lub UGC 10230) – galaktyka spiralna (Sc), znajdująca się w gwiazdozbiorze Węża. Odkrył ją William Herschel 3 maja 1786 roku.